# John McCook
John McCook, född 20 juni 1944 i Ventura, Kalifornien, är en amerikansk skådespelare. Han studerade vid Long Beach State University. Han har barnen Jake, Becky och Molly tillsammans med sin hustru, Laurette Spange McCook. John har även sonen Seth McCook från sitt äktenskap med Juliet Prowse.
John McCook spelar rollen som Eric Forrester i Glamour sedan seriens början. Mellan 1975 och 1980 spelade han Lance Prentiss i The Young and the Restless. Han har också gästspelat i serier som Mord och inga visor, Lagens änglar och Par i brott.
Han har medverkat i flera musikaler som Oklahoma!, Showboat och From the Top med Carol Burnett.